# Tulu Welel
Tulu Welel är ett berg i Etiopien.   Det ligger i regionen Oromia, i den västra delen av landet, 400 km väster om huvudstaden Addis Abeba. Toppen på Tulu Welel är 3 273 meter över havet.
Terrängen runt Tulu Welel är kuperad norrut, men söderut är den bergig. Tulu Welel är den högsta punkten i trakten. Runt Tulu Welel är det ganska tätbefolkat, med 75 invånare per kvadratkilometer. I omgivningarna runt Tulu Welel växer huvudsakligen savannskog.